# Bernardino Nigro

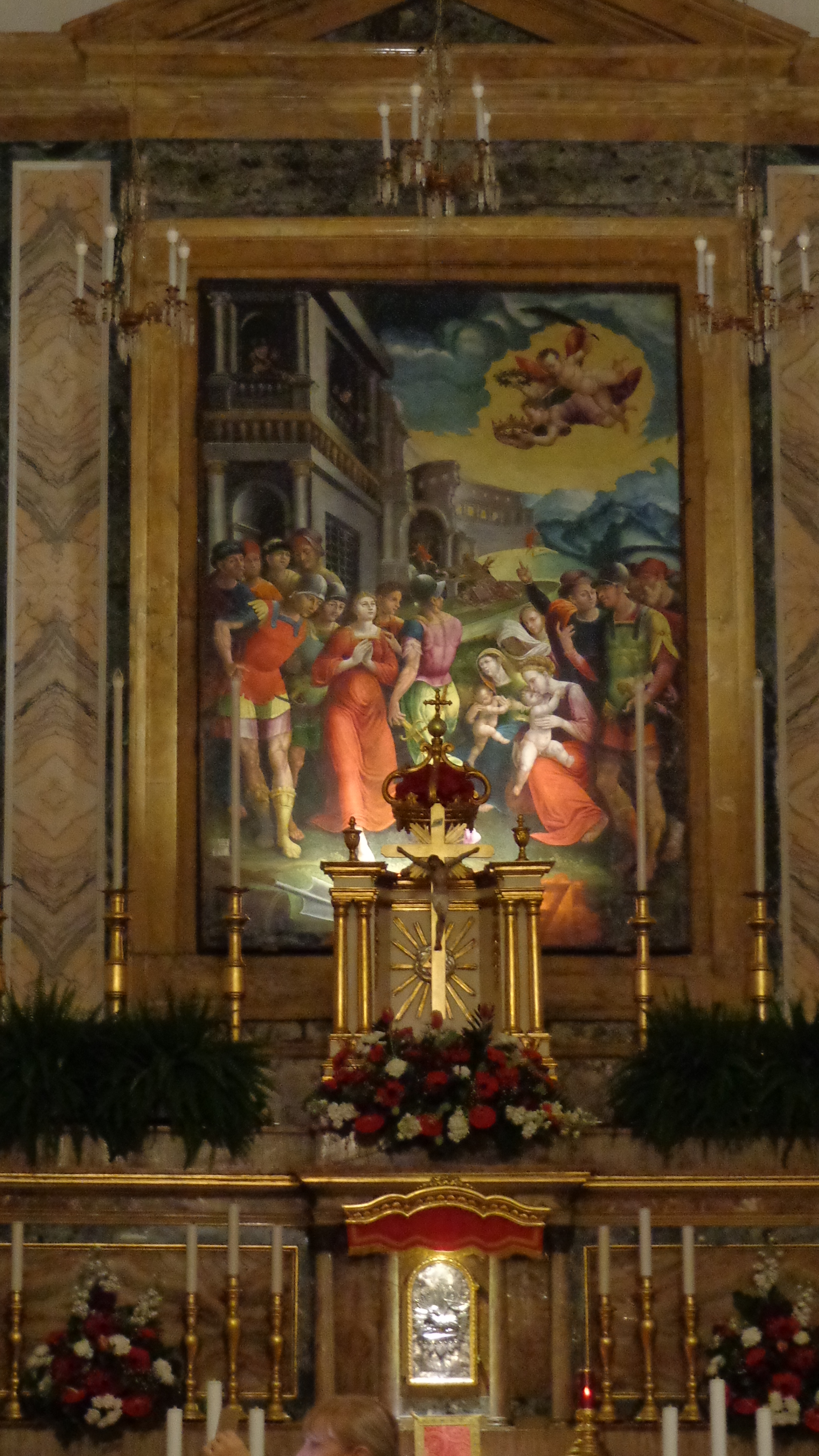
Sant'Agata condotta al martirio, chiesa del Santo carcere di Catania.

Bernardino Nigro, o Bernardino Niger detto il Greco (1538 – 1590), fu un pittore del XVI secolo.

## Biografia
Bernardino Nigro o Niger fu un artista tardo-manierista di famiglia greca attivo nella Sicilia sud-orientale, in particolare nato a Biancavilla come riferito da Federico de Roberto nel suo libro Catania del 1907. Il Nigro è documentato tra il 1538 e il 1588.

## Opere
- 1556, Polittico composto da dieci tavole raffiguranti le scene della Sacra Famiglia e della Vita di Gesù, dalla Nascita fino alla Resurrezione e all'Ascensione - con riferimento ai misteri gaudiosi e gloriosi, oltre a due riquadri con le classiche iconografie dei due santi cavalieri, San Giorgio che sconfigge il Drago, e San Martino che divide il proprio mantello con Gesù, che gli si presenta sotto le vesti di un povero accattone.[2] Opera custodita sull'altare maggiore del duomo di San Giorgio di Modica.[3][4]
- 1570, Adorazione dei Magi, olio su tavola, opera proveniente dal convento dei Santi Filippo e Lorenzo di Scicli e custodita nel Museo Bellomo di Siracusa.
- 1573, Dipinto o «icona lignea dipinta», opera verosimilmente perduta durante le fasi di demolizione e ricostruzione agli inizi del 1600 per consentire l'ampliamento della matrice prossima al primitivo Oratorio dei Santi Pietro e Paolo di Acireale.[5]
- 1573, Madonna e il bambino, dipinto su tavola, opera dispersa.
- 1574, San Giacomo, olio su tavola, opera autografa custodita nel Museo civico al Castello Ursino.[6]
- 1583, Trittico, per l'altare della Cappella Riva nella chiesa di Santa Maria del Gesù (perduto) con le immagini di Sant'Anna, della Vergine Maria con Gesù bambino, San Giovannino, Sant'Ambrogio, Sant'Agostino. 
  - Ciclo, affreschi raffiguranti Santi nelle pareti della cappella per una commissione del costo complessivo di 34 onze.
- 1588, Sant'Agata condotta al martirio, olio su tavola, autografo con la dicitura "Bernardinus Niger grecus faciebat 1588", opera custodita nella chiesa del Santo carcere di Catania.[6][7][8][9][10][11]

## Galleria d'immagini

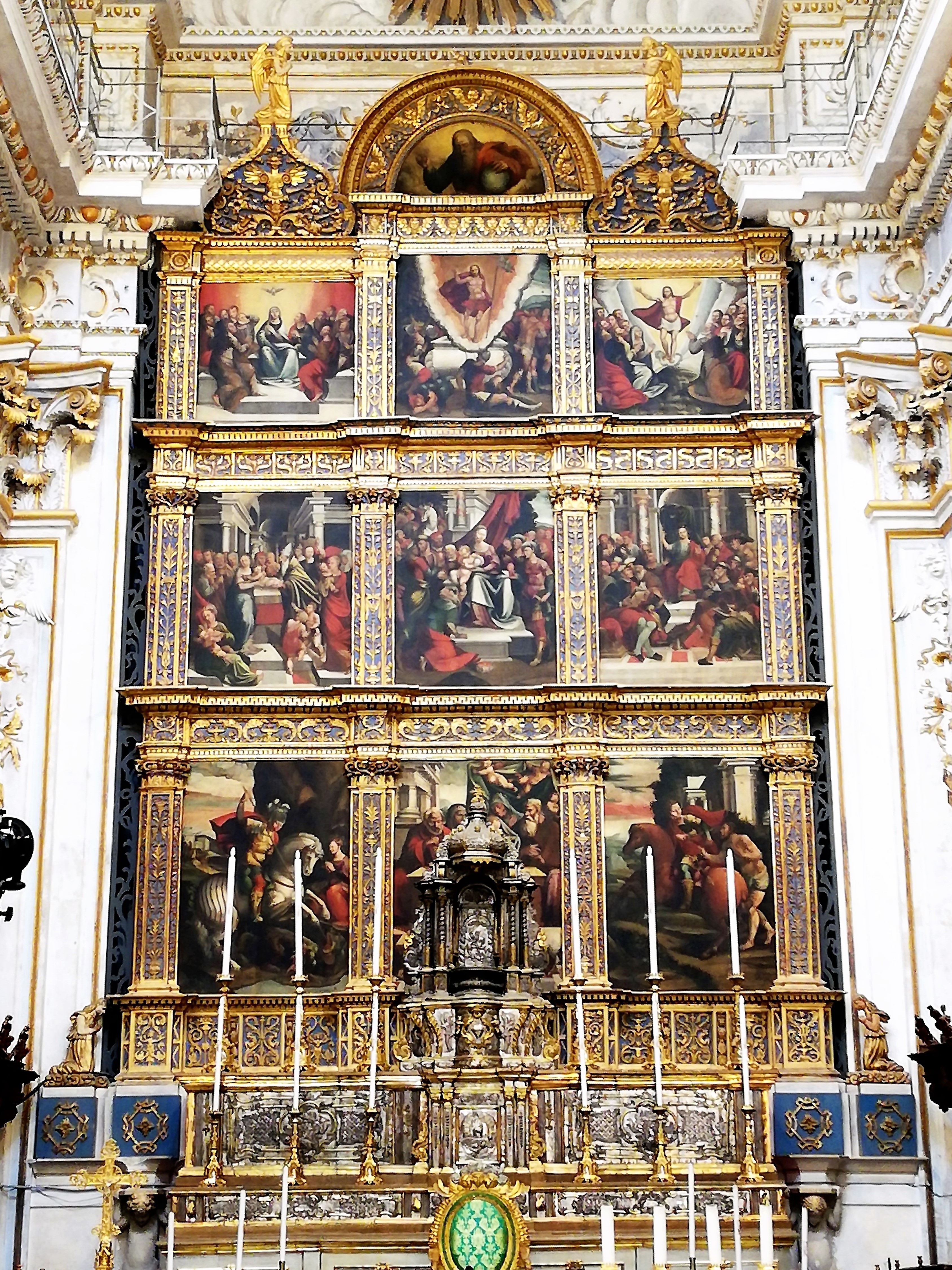
Polittico, duomo di San Giorgio di Modica